# Кавтісхеві
Кавтісхеві (груз. კავთისხევი) — село в Грузії.
За даними перепису населення 2014 року в селі проживає 864 особи.